# 大苞柴胡
大苞柴胡（学名：Bupleurum euphorbioides）为伞形科柴胡属的植物。分布于朝鲜以及中国大陆的吉林等地，生长于海拔1,200米至2,500米的地区，一般生于林缘以及高山草原地带，目前尚未由人工引种栽培。